# 卡凡佐格里歐體育場
卡凡佐格里歐體育場（希臘語：Καυτανζόγλειο στάδιο）是位於希腊塞薩洛尼基的體育場，興建的資金來自Kaftantzoglou基金會，以紀念已故希臘建築師Lysandros Kaftantzoglou。
體育場1960年10月27日啟用，並於2004年夏季奥林匹克运动会前翻修，以舉行奧運會的足球項目。卡凡佐格里歐體育場曾是希臘容量最多的體育場，後來被雅典奥林匹克体育场超越。
自1960年起，體育場為伊拿克里斯足球會的主場，現能容納27,770名觀眾。

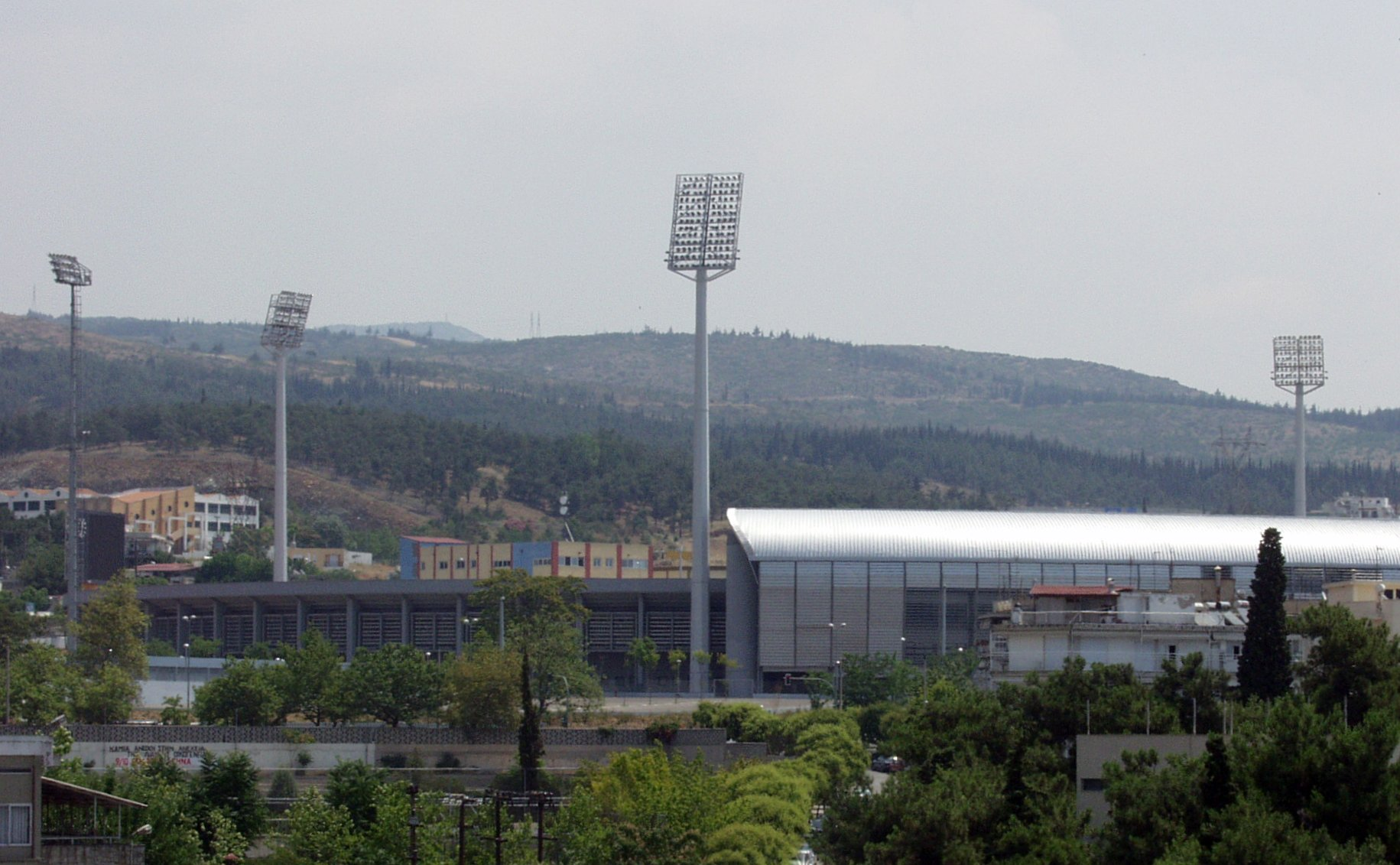
球場外觀

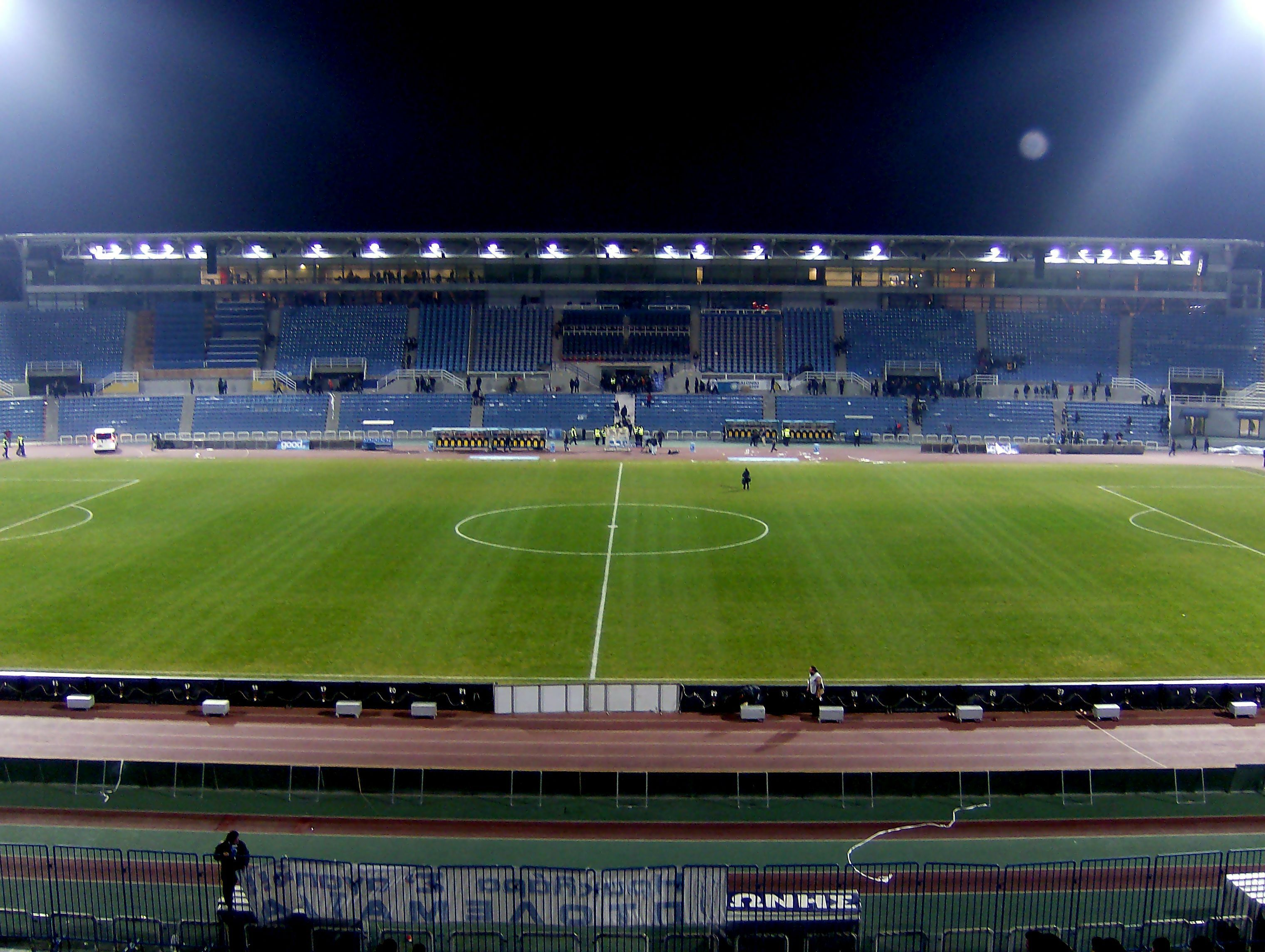
球場內

體育場的最高入場紀錄創於1969年10月15日，47,458名球迷觀看了希臘於國際足協世界盃外圍賽以4–1戰勝瑞士。體育場亦舉行了1972–73年歐洲盃賽冠軍盃決賽，意大利球隊AC米兰以1–0擊敗英格蘭球隊列斯聯奪冠。

## 田徑賽事
體育場經常被用於田徑賽事，包括曾為地中海运动会的田徑項目場地，亦曾被用作2009年世界田徑年終賽的舉行場地。

## 外部連結
- （希臘語） General Secretariat for Sports
- Official Homepage
- Stadia.gr （页面存档备份，存于）